# Grands parcs de Montréal

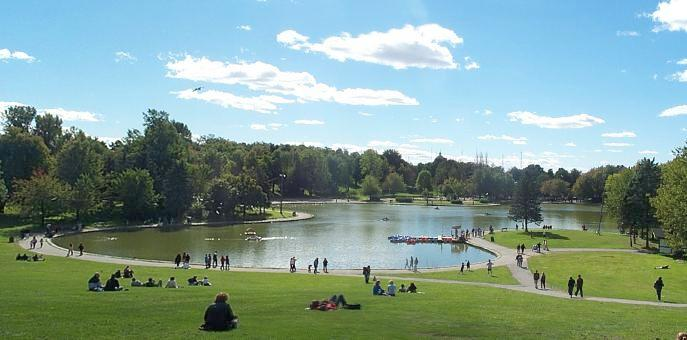
Lac aux Castors dans le parc du Mont-Royal.

Les grands parcs de Montréal constituent des espaces naturels, des forêts urbaines ou des parcs urbains d'envergure qui présentent un intérêt pour la biodiversité ou la population de la ville de Montréal, au Québec (Canada). La plupart d'entre eux font partie du Réseau des grands parcs de Montréal et sont ainsi administrés par le Service des grands parcs, du Mont-Royal et des sports, une entité administrative relevant de la ville-centre, contrairement aux parcs locaux qui sont administrés directement par les arrondissements. Les grands parcs présentent un intérêt régional.   
Certains grands parcs contiennent des maisons anciennes ou patrimoniales acquises par la Ville.

## Liste des grands parcs urbains[3]
- Parc René-Lévesque
- Parc Angrignon
- Parc des Rapides
- Parc Tiohtià:ke Otsira'kéhne
- Parc du Mont-Royal
- Parc Jeanne-Mance
- Parc JarryParc Jarry.
- Parc de Dieppe

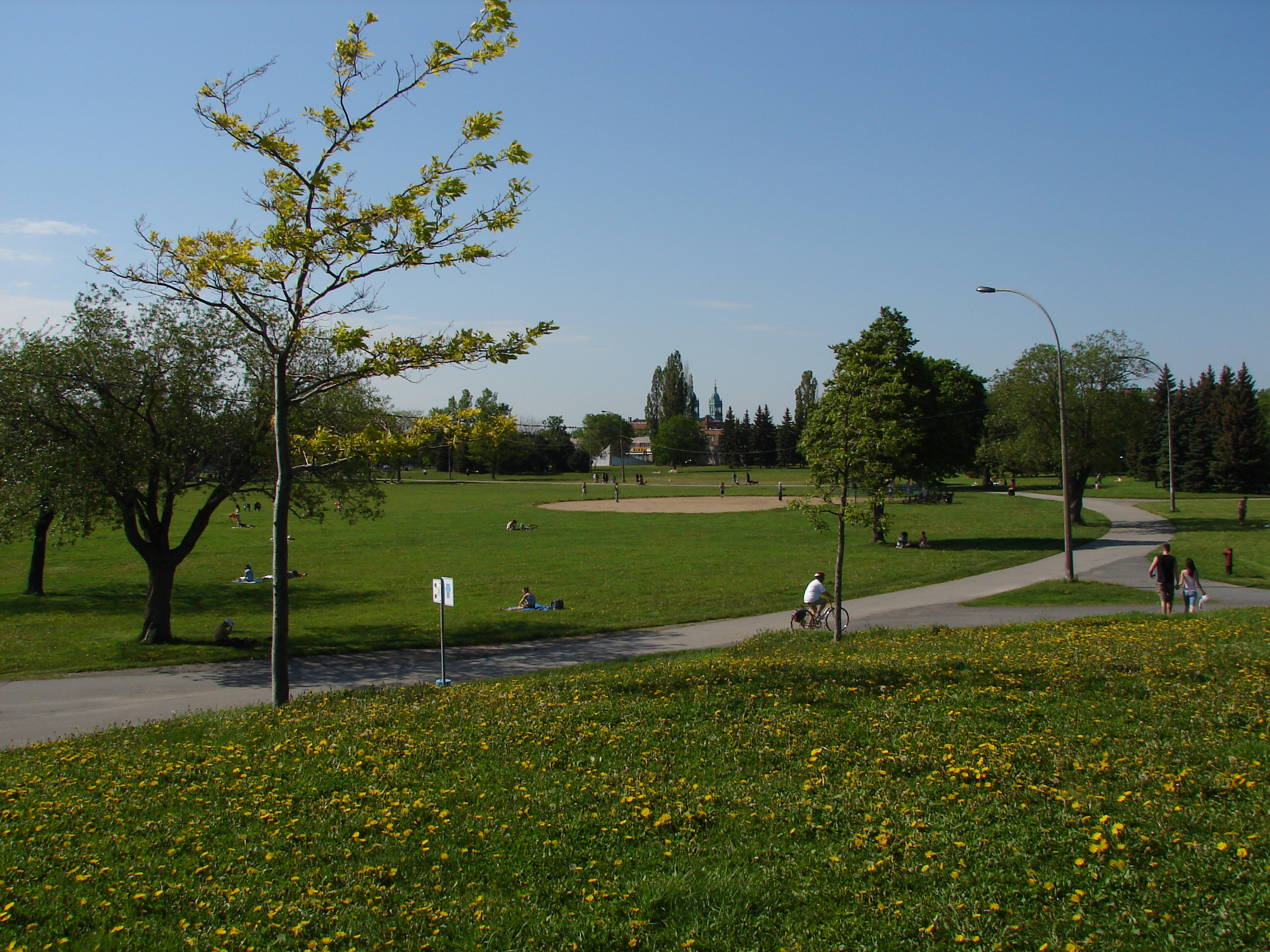
Parc Jarry.

- Parc Jean-Drapeau (non administré par le Service des grands parcs, mais par la Société du parc Jean-Drapeau)
- Parc La Fontaine
- Parc Frédéric-Back (Complexe environnemental de Saint-Michel)
- Parc Maisonneuve
- Parc de la Promenade-Bellerive
- Parc Tiohtià:ke Otsira'kéhne

## Liste des parcs-nature

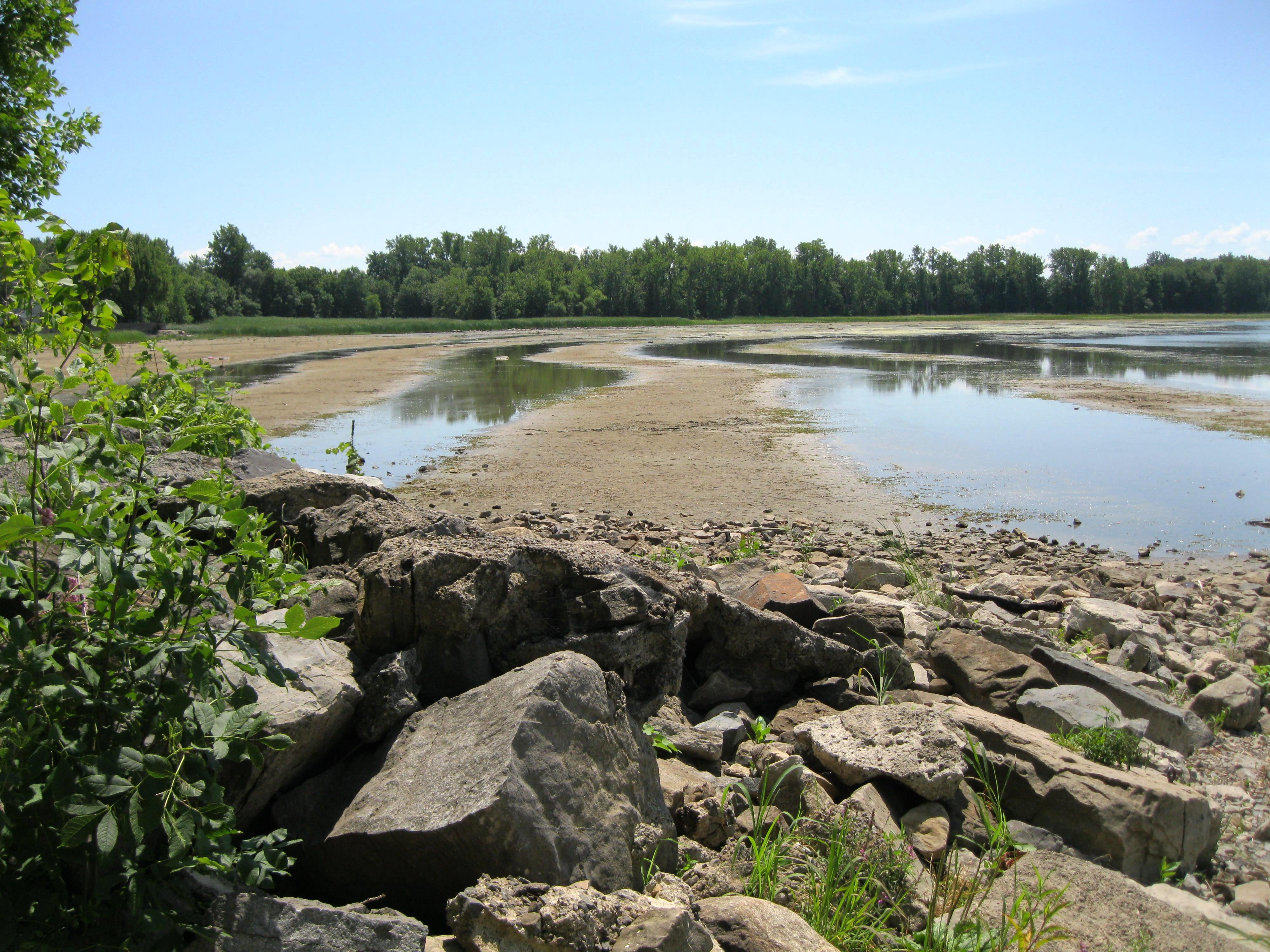
Parc-nature de l'Anse-à-l'Orme.

### Parcs-nature aménagés
- Parc-nature de l'Anse-à-l'Orme
- Parc-nature du Cap Saint-Jacques
- Parc-nature du Bois-de-l’Île-Bizard
- Parc-nature du Bois-de-Liesse
- Parc-nature du Bois-des-Saraguay
- Parc-nature de l'Île-de-la-Visitation
- Parc-nature du Ruisseau-De Montigny
- Parc-nature de la Pointe-aux-Prairies

### Parcs-nature non-aménagés
- Parc-nature du Bois-d'Anjou
- Parc-nature des Rapides-du-Cheval-Blanc
- Parc agricole du Bois-de-la-Roche

## Projets
Ces deux projets de parc sont annoncés par la mairesse Valérie Plante au tournant des années 2020 et incluent en leur sein quelques-uns des parcs susmentionnés.
- Grand Parc de l'Ouest
- Grand Parc de l'Est